# 第凡內早餐
《第凡內早餐》（英語：Breakfast at Tiffany's）是一本美國南方文學作家楚門·柯波帝（Truman Capote）在1958年時出版的中篇小說。內容描述一位嚮往上流生活的鄉下女孩荷莉·葛萊特利在曼哈頓上東城邂逅一位年輕作家，之後兩人之間發生的種種故事。

## 人物
- 荷莉·葛萊特利（Holly Golightly）
- 佛瑞德
- 喬·貝爾
- 沙力·番茄（Sally Tomato）
- 葛萊特利醫生

## 情節
小說情節是以第一人稱進行，描述一段1930年代末期的往事。情節內容簡單，但深刻刻畫描述者與主角——一名叫荷莉·葛萊特利（Holly Golightly）的女子之間似有若無的關係。
故事是由喬·貝爾與故事描述者之間的對話開始。兩位垂垂老矣的男子提到一張驚人的發現：某本雜誌刊登他們的日裔老鄰居國吉1先生在非洲之旅上，與一尊長得像荷莉的非洲雕像合照。為此，他們討論起這位多年未見的老鄰居與往事，而作者也回憶起他與這名女子間的往事種種……
荷莉·葛萊特利是一位年近19歲的女子，有著一頭帶有雜色的金髮，削瘦的臉龐與身材與粉色美麗又帶點稚氣的臉龐，喜歡帶著大大的黑色墨鏡，身穿一襲黑色洋裝，黑色涼鞋，戴上白色珍珠項鍊。她身邊總是不缺乏男士圍繞，但總能在公寓門前把他甩開：她老是“忘了帶鑰匙”，然後從想拍她照片的國吉先生家窗口爬上防火梯回家。
有一次，荷莉又“忘了帶鑰匙”，然後請故事描述者讓她爬窗公寓里的住家，兩人相識，身為作家的描述者開始對她著迷，並從開始留意她的種種一切：她喜歡抽煙，愛看小報與旅遊雜誌，收養了一隻沒有名字的貓，晚上沒事會坐在防火梯上彈著小吉他，用低嗓的歌聲吟唱歌曲，特別是音樂劇《奧克拉荷馬》裡的曲目；她生活懶散，個性天真，喜歡利用身邊的仰慕者，有個強壯但愚笨的弟弟叫弗瑞德，第二次世界大戰開戰後從軍去了。事實上她認為描述者長得跟她弟弟很像，所以老稱他為“弗瑞德”。每個禮拜四她會去星星（sing sing）監獄拜訪一位黑幫老大沙力·番茄（Sally Tomato），為他“報天氣”（事實上是替他傳遞暗號），但她也搞不清楚事情的來龍去脈，只知道以姪女的身分進去一個早上就有錢拿。有時她感到激動時，會出現臉上微紅的情形，這時候只有到第凡內珠寶店才能讓她恢復正常。事實上，她的夢想就是每日在這裡享用早餐。她有一位經紀人歐·傑·博曼（O.J. Berman），曾經發現在路邊流浪的荷莉，試圖將她培養成新一代好萊塢女星，但她卻溜到紐約而毀了一切。儘管如此，荷莉仍利用他聯絡人的本事，大搞上流交際之事。
描述者與荷莉見面不多，但兩人曾相互贈送對方禮物：她送他一隻鳥籠，他送她一個印章。後來兩人一度鬧翻，描述者更難見到她的身影，不過他知道她開始閱讀拉丁美洲的書籍。有天，描述者遇到一名老男子，一問才知道他是荷莉·葛萊特利的丈夫：原來她本名魯樂美·伯恩斯，14歲時嫁給收留她的葛萊特利醫生，原本生活圓滿，可是有一天她突然逃家了……相隔五年，兩人在這棟公寓重逢，但荷莉也知道自己變不回魯樂美，為了“看更多世界”，她順利把好心的葛萊特利醫生勸回老家，然後又繼續朝九晚五的交際生活了。

## 相關作品
1961年時《第凡內早餐》翻拍成電影版本，由知名女星奥黛丽·赫本主演，她在片中身著連身黑長裙、手持煙桿的打扮，是其個人極有象徵性的劇照畫面之一。